# Hepatische Triglycerid-Lipase
Die Hepatische Triglycerid-Lipase (HTGL, LIPC) ist ein menschliches Enzym, das an den Kapillaren der Leber lokalisiert ist. Die HTGL wird zu den lipolytischen (fettabbauenden) Enzymen gerechnet. Im Einzelnen baut sie Fette wie Triglyceride, die im Blut in Lipoproteinen transportiert werden, sowie das Lipoprotein HDL2 durch den biochemischen Mechanismus der Hydrolyse ab. Durch den Abbau der Triglyceride werden Fettsäuren freigesetzt, die der Organismus als Energiequelle verwendet. Mutationen im HTGL-Gen können zu einer seltenen erblichen Mangelkrankheit führen.
Nach Gabe von gerinnungshemmenden Heparinen (diese werden unter anderem zur Verhütung und Behandlung von Thrombosen eingesetzt) erscheint die HTGL im zirkulierenden Blut. Andere lipolytische Enzyme sind beispielsweise die Lipoproteinlipase und die Lecithin-Cholesterin-Acyltransferase (LCAT).